# 放射性降下物
放射性降下物（ほうしゃせいこうかぶつ、英: nuclear fallout）またはフォールアウト（英: fallout）とは、核兵器や原子力事故などで生じた放射性物質を含んだ塵を言う。広域な放射能汚染を引き起こす原因はこの放射性降下物である。
一般には死の灰という俗称で知られる。日本では第五福竜丸事件が有名である。

## 概要
核実験については、米ソを中心として大気中での核実験が1950年代から1963年に部分的核実験禁止条約が締結されるまで行なわれた。その結果として、ウラン・プルトニウムの核分裂で生じた核分裂生成物が地球環境に拡散し、地上に降下して土壌や水環境中に微量に存在することとなった。そのような核実験などを原因として降下してくる核分裂生成物を放射性降下物（フォールアウト）と呼ぶ。なお、放射性降下物が発生する原因としては原子爆弾、核実験、原子力関連施設事故がある。
放射性降下物が原因である大きな被曝事件としては、1954年に発生した遠洋漁船第五福竜丸がビキニ環礁での核実験の際、船員が被爆し、帰国後に1名が死亡した「第五福竜丸事件」がある。
また、ソビエト連邦などが行った核実験から数日経過した後に、日本に放射性降下物を含む雨（いわゆる放射能雨）が降ることがあった。1954年（昭和29年）に日本各地で核実験由来の放射性物質を含む放射能雨が観測され、天水に頼る生活者に放射線障害が出る事例も生じた。1961年（昭和36年）10月31日には、前日に行われたソビエト連邦の核実験を受け、政府は内閣に「放射能対策本部」を設置したこともあった。
原子力発電所事故に伴う放射性降下物（fallout from nuclear power plant accidents）
原子力発電所の原子炉が事故を起こすと大規模な災害となることがある。

## 降下物の発生源
核爆発は、火球の中のすべての物質を気化・プラズマ化させる。核爆発が地表に近かった場合には火球に触れた大地も同様になり、これが残留電離放射線に結合して降下物を生む。その残留電離放射線の発生源としては、主に核分裂生成物、核分裂に寄与しなかった核物質、中性子による放射化がある。

## 降下物の種類

### 世界規模の降下物
核爆発のあと、火球の熱で蒸発した核分裂生成物、未反応の核物質、および兵器の残留物は、凝縮し、直径10nmから20µmの微細な粒子となり、懸濁物をなす。これらの粒子はすぐに成層圏へ上昇し、特に爆発規模が10キロトンを超える場合は、気流によって拡散し、数週間、数ヶ月ないし数年後に地表へ漸次沈降する。これが世界規模の降下物となるのである。
地表に沈降した放射性物質は降雨などにより地下水へ移動し、これらを汚染する他、植物に栄養素の一部として取りこまれてこれらを汚染し、汚染された植物を食べた草食動物、及びこれらを捕食する肉食動物を汚染する。これを生物濃縮という。したがって世界規模の降下物によって生じる生物学的な影響は長期間続く。これらの放射性物質を含んだ食物を人間が摂取した結果、長寿命の放射性核種（ストロンチウム90、セシウム137のような）が体内に蓄積する恐れがあるためである。ストロンチウムは同族元素であるマグネシウムやカルシウムに性質が似ているため骨や代謝系に、セシウムは同族元素であるナトリウムやカリウムに性質が似ているため体液や筋肉にそれぞれ浸透し、そこから放たれる放射線によりダメージを受ける。
英国の作家ネビル・シュートのSF小説『渚にて』では、放射性降下物により死滅していく世界が著述されている。

### ネプツニウム237
ネプツニウム237は、核兵器の爆発によって生成する ことから、核実験の世界規模の放射性降下物として知られている。なお、ネプツニウム237は、ウラン238が高速中性子照射によって生成するウラン237がベータ崩壊して生成する。

### 局地的な降下物
地表面または水面における爆発では、大量の土または水が火球の熱で蒸発し、レイリー・テイラー不安定性により放射性のキノコ雲となって上昇する。この物質は、凝縮するときに核分裂生成物やその他放射化した物質と結合する。地表/水面爆発により、直径100nm未満から数ミリメートルの大量の粒子と、地球的規模の降下物に寄与する非常に細かい粒子が生成される。大きい粒子は成層圏まで上昇しないので、局地的な降下物として、およそ24時間以内に地表に沈降する。広島で使用された核爆弾の場合、木造家屋や草木等の有機物の多い環境で爆発したため、核爆発によって直接、及び二次的に発生する火災などにより間接的に多量の煤（すす）が生じ、これらを含む粒子が核爆発や火災によって生じた気流の乱れから発生した局地的な降雨と共に地表に降り注いだ。これがいわゆる「黒い雨」である。
局地的降下物による深刻な汚染は、爆発、熱線よりもはるかに遠くまで届く。特に高エネルギーの地表爆発の場合には、爆発から発生した降下物の、地表での形状は、爆発の風下方向に細長くぼやけた楕円形になる。それは一回の爆発で長さ数百キロメートル、幅50キロメートルになることもある。放射線医学的に汚染された区域に人間がいた場合、こうした汚染が即時外部被曝をもたらし、また放射性汚染物を吸い込む、または飲み込むことによる内部被曝も起こりうる。

## 降下物に影響する因子

### 場所
水面爆発（及び浅い水中爆発）の場合、そこで発生する粒子は軽く小さくなる傾向がある。このため局地的な降下物は少なくなるが、
より広い区域に拡散する。粒子は大部分が水分を含んだ海の塩で構成される。これらは雲の種となって局地的な降雨を生じ、重大な局地的降下物のある地域を生じることがある。
地下爆発では、「ベースサージ」(base surge)と呼ばれる現象が付随して発生する。ベースサージとは地下爆発で生じたきのこ雲の基部に発生する、柱状に下から上へ広がる雲である。水中爆発では、目に見えるサージは、あたかも一体の連続した液体のように流れる、液体（水）の粒子の雲である。
地下爆発では、サージは小さな固体粒子でできているが、液体のようにふるまう。地下爆発では土はベースサージの形成に有利に働く。

### 気象
気象の条件は局地的な降下物に影響を与える。風により降下物は拡散する。例えば、1954年3月1日のビキニ環礁における核実験（キャッスル ブラボー（CASTLE BRAVO）作戦、核出力15メガトンの熱核爆発装置（水素爆弾）の地表爆発実験）では、風下方向の太平洋上に長さ約500km、幅は数10kmから最大100kmの海面に降下し、落下地点の海産物が汚染された。この汚染範囲は事前の予想を上回る広さであったため、汚染地域外とされた区域で操業中だった第五福竜丸をはじめとする多くの日本漁船が放射性降下物によって被曝する結果となった。
雪と雨は、特に相当な高度から降る場合は、降下物の沈降を促進する。放射性の雲から降る局地的なにわか雨のような、特定の気象条件では、核爆発の風下直近に汚染地域を生じる恐れもある。

## 降下物の影響
地上爆発の風下直近の降下物の初期の放射線は300グレイ毎時(Gy/h)を越える。4.5Gyを越える積算線量は、人間の人口の半数に致死的な影響を与える。6Gyを越えて生き残ったという記録は無い。ほとんどの人間は1Gy以上被曝すると、急性障害として病気になる。妊娠中の胎児は放射線の影響を受けやすく、特に第三期の初期の場合は流産することがある。人体は大量の被曝による突然変異に抵抗する能力を持つ。すなわち、著しく変異した胎児を通常は流産させてしまうのである。平時の一般人の被曝線量率は1年につき30から100マイクログレイである。
降下物の放射能は、半減期の短い放射性核種の放射能の減衰によって、時間と共に指数関数的に急速に減衰する。ほとんどの区域は3～5週間後には立ち入りや除染作業をするには安全になる。
降下物からの放射線で最も危険なものはガンマ線である。電磁波であるガンマ線は、普通の光と同じく直線状に進む。降下物の粒子は、電球が光を放出するのと同様に、目には見えない有害なガンマ線を放射している。ガンマ線は目には見えないし、匂いも触感も無い。ガンマ線を検出し測定するためには、専用の器具が必要である。
10キロトンを越える爆発規模においては、核爆発から二週間以内以内に発せられる初期の放射線は、核兵器の主要な殺傷力源である。急激な無力化線量（30グレイ）を受けた人体は、ほぼ即座に能力が下がり、数時間で無力化される。しかし、放射線被曝のほかに人体に影響がある負傷を負わなければ、暴露から5～6日経っても死ぬことは無い。暴露から約10日程度で多臓器不全や皮膚の剥離、骨髄の破壊によって死に至る。合計1.5グレイ未満の被曝をした人間は、まったくそのまま活動できる。
これらの上下限の中間では、1.5グレイ以上被曝した人間は能力が下がり、一部はやがて死亡する。
5.3グレイから8.3グレイの被曝線量は、致命的ではあるが、即座に無力化はしない。この量の放射線に被曝した人間は、行うべき任務の肉体的負荷にもよるが、2～3時間のうちに能力が下がり、少なくとも2日間は下がったままになる。しかし、この時点で回復期に入り、約6日間は負荷の軽い任務であればこなせるようになる。この場合の回復期というものは一時的に回復したようにみえるだけにすぎない為、その後、能力低下が再発し、これが約4週間続く。この時点で、全面的に無力化するような重さの放射線障害が発症する。暴露からほぼ6週間で、骨髄の破壊感染症や多臓器不全などを起こして死に至る。高度な医療を受けられない限り、確実に死亡する。

### 長期的影響
放射線の晩発的影響は、幅広い範囲の線量および線量率で発生する。晩発的影響は被曝から数ヶ月、数年後に発生する恐れがある。
ほとんど全ての器官、臓器に関係する、幅広いさまざまな影響を含む。晩発的影響の一部は、余命の短縮、発がん、白内障、放射性皮膚炎、生殖能力の低下、遺伝的突然変異がありうる。

## 軍事的考察
軍事作戦における核兵器の使用においては、多くの場合、爆発と熱線による負傷者が、放射線による負傷者よりもはるかに数が多い。しかし、放射線の影響は、爆発と熱線の影響よりもより複雑で幅広い。
核爆弾の爆発が地上に近いほど、塵と破片が空気中に噴出し、その結果局地的な降下物がより多くなる。戦術的な観点からは、これは占領のための労力の面で不利になる。しかし、もっと直接的には、地面との衝突により爆弾の破壊力が大きく制限されるのである。これらの理由から、ミサイルサイロやシャイアン・マウンテン空軍基地の北アメリカ航空宇宙防衛司令部(NORAD)地下司令部といった強化された地下の目標は例外としても、通常、地上爆発は戦術的メリットはないと考えられている。放射性降下物が多くなる地表核爆発を使って、敵の領土を汚染し、敵が汚染地域を利用できなくさせることもできるが、一般的には反倫理的な軍事行動とみなされる。

## 予防と除去
深刻な降下物汚染の場合、防護処置や避難措置が取られなければ致死的な外部被曝をこうむる恐れがある。屋内退避で使用される「降下物シェルター」は、中の人を放射線から遮蔽する。しかし一部の放射性汚染物質は、住人がシェルターから出てきた後にも残っているかもしれない。このような放射性物質で汚染された物や人を浄化する作業を除染と呼ぶ。
放射性降下物の粒子は砂粒に似ているので、ブラシで落としたり、洗い落とすことができる。海水から生じた放射性の霧は注意すべき例外で、洗い落とすことは極めて困難である。粒子はシェルターから取り除くか、遮蔽しなければならない。各国の軍艦には、艦全体を海水のシャワーで包んで防護する装置や、空調を外気と遮断する装置が設置されている。非常用の飲料水は、汚染水を25センチメートル以上の土で濾過することで適切に浄化することができる。密封された食品は降下物で汚染されることは無い。貯蔵された穀物や暴露した果物も、洗ったり皮をむいたりすればよい。乗り物は通常放水ホースで洗い、洗浄水は取り外し可能なフィルターで濾過して下水道に流すか、深地層埋設する。汚染した土は通常ブルドーザーで降下物を取り除き、浅地層埋設し、埋め戻す。
ドイツ連邦軍の教範では放射性降下物への対処として、風上に背を向けて装具や衣服をはたいたり武器を使い捨ての布等で拭く、衣服を脱いで川に入り上流へ向かって歩きながら全身を洗い流す、陣地周辺の表土を取り除いて離れた場所にまとめて捨てるといった方法が図解されている。
降下物の残留物は、使われた兵器の原料と性質を分析するのに使われる。その兵器に使われた原料は、明白な特徴を持っており、適切に分析すれば、どこで誰がその兵器を作ったかが明らかになる。